# Somalarthrocera semirufa
Somalarthrocera semirufa is een keversoort uit de familie van oliekevers (Meloidae). De wetenschappelijke naam van de soort is voor het eerst geldig gepubliceerd in 1882 door Fairmaire in Revoil.